# Lijst van beschermd erfgoed in Fernelmont
Onderstaande tabel geeft een overzicht van de beschermde erfgoederen in de gemeente Fernelmont. Het beschermd erfgoed maakt deel uit van het cultureel erfgoed in België.
| Object | Bouwjaar/architect | Deelgemeente     | Adres                   | Coördinaten                   | Nummer?                | Afbeelding                                                                                     |
| --- | ------------------ | ---------------- | ----------------------- | ----------------------------- | ---------------------- | ---------------------------------------------------------------------------------------------- |
| Tumuli van Seron en het ensemble dat gevormd wordt door de drie tumuli en hun omgeving |                    | Forville         |                         | 50° 35' 40" NB, 5° 0' 32" OL  | 92138-CLT-0003-01 Info | Tumuli van Seron en het ensemble dat gevormd wordt door de drie tumuli en hun omgeving         |
| Ensemble gevormd door de kerk van Sint-Remi, kerkhof, pastorie en hun omgeving, te Franc-Waret |                    | Franc-Waret      | Rue du Village, 50      | 50° 31' 12" NB, 4° 58' 39" OL | 92138-CLT-0004-01 Info | Ensemble gevormd door de kerk van Sint-Remi, kerkhof, pastorie en hun omgeving, te Franc-Waret |
| Kasteel Franc-Waret |                    | Franc-Waret      | Rue du Village          | 50° 31' 11" NB, 4° 58' 31" OL | 92138-CLT-0005-01 Info | Kasteel Franc-Waret                                                                            |
| Kasteel Fernelmont |                    | Noville-les-Bois | Rue des Combattants, 46 | 50° 32' 48" NB, 4° 59' 15" OL | 92138-CLT-0008-01 Info | Kasteel Fernelmont                                                                             |
| Gevels en daken van de remises, secundaire woning en bijgebouwen die de zuidelijke vleugel vormen met twee hoekpaviljoens, de westelijke ingang, de veranda aan de vijver en de achterste muur in het Westen en het ensemble gevormd door de genoemde gebouwen en structuren, het kasteel (vermeld bij koninklijk besluit van 29 mei 1934) en het omliggende land. |                    |                  |                         | 50° 32' 49" NB, 4° 59' 12" OL | 92138-CLT-0010-01 Info |                                                                                                |
| Kapel Onze Lieve Vrouw van de zeven Smarten |                    | Marchovelette    | Rue du Parc, 25         | 50° 31' 30" NB, 4° 56' 24" OL | 92138-CLT-0011-01 Info | Kapel Onze Lieve Vrouw van de zeven Smarten                                                    |
| Tumuli van Seron, archeologische site van drie tumuli met de naam Campagne des Tombes |                    | Forville         |                         | 50° 35' 40" NB, 5° 0' 32" OL  | 92138-PEX-0001-01 Info | Tumuli van Seron, archeologische site van drie tumuli met de naam Campagne des Tombes          |
| Kasteel Fernelmont |                    | Noville-les-Bois | Rue des Combattants, 46 | 50° 32' 48" NB, 4° 59' 15" OL | 92138-PEX-0002-02 Info |                                                                                                |